# Bródek
Bródek este o arie protejată (sit de importanță comunitară — SCI) din Polonia întinsă pe o suprafață de 209,38 ha, integral pe uscat.

## Localizare
Centrul sitului Bródek este situat la coordonatele 50°40′42″N 23°24′47″E / 50.6782°N 23.413°E.

## Înființare
Situl Bródek a fost declarat sit de importanță comunitară în octombrie 2009 pentru a proteja 1 specie de plante.

## Biodiversitate
Situată în ecoregiunea continentală, aria protejată conține 2 habitate naturale: Păduri de stejar și carpen Galio-Carpinetum, Păduri stepice euro-siberiene cu Quercus spp..
La baza desemnării sitului se află o specie protejată de  plante: papucul doamnei (Cypripedium calceolus).